# Ramón López Castro
Ramón López Castro es un escritor y abogado mexicano (Tlalnepantla de Baz, Estado de México, 26 de septiembre de 1971). Entre sus obras principales se encuentra Expedición a la ciencia ficción mexicana, obra que mereció el Premio Nacional de Ensayo Alfonso Reyes en el año 2000. 

## Obras
- Expedición a la ciencia ficción mexicana, Lectorum/Conarte

- El salmo del milenio, Ediciones Yoremito/Centro Cultural Tijuana

- El Sol sea con nosotros, Ayuntamiento de General Escobedo, Nuevo León, Cuadernos del Topo

- Soldados de la incertidumbre, Fondo Estatal para la Cultura y las Artes de Nuevo León

- El corto verano del cuervo y otros ensayos, Fondo Editorial Estado de México[1][2]

- A rostro desnudo, Editorial An.alfa.beta[3][4]

- Sol de la incertidumbre, Editorial An.alfa.beta en coedición con Editorial Universitaria de la Universidad Autónoma de Nuevo León, 2020.<ref>Garcia, Christian. «Alumbra oscuro mito primigenio». (enlace roto disponible en Internet Archive; véase el historial, la primera versión y la última).https://www.milenio.com/cultura/laberinto/sol-incertidumbre-ramon-lopez-castro-critica-libro

## Premios
- XV Premio Nacional de Cuento auspiciado por la Universidad de Monterrey, 1995

- Becario del Centro de Escritores de Nuevo León

- Premio Nuevo León de Literatura, 2000

- Certamen Nacional Alfonso Reyes de Ensayo, 2000